# Neuseeländische Badmintonmeisterschaft 1932
Die Neuseeländische Badmintonmeisterschaft 1932 fand in Auckland statt. Es war die sechste Austragung der Badmintonmeisterschaften von Neuseeland. 	

## Titelträger
| Disziplin    | Sieger                        |
| ------------ | ----------------------------- |
| Herreneinzel | G. Martin                     |
| Dameneinzel  | J. E. Ramsay                  |
| Herrendoppel | J. R. Southon E. W. Griffiths |
| Damendoppel  | Phyllis Wren T. D. Newton     |
| Mixed        | J. R. Southon A. Ellett       |